# Black Mesa (videójáték)
A Black Mesa (korábban: Black Mesa: Source) egy teljesen átalakított modifikáció a Valve Corporation Source motorjához. A projekt célja, hogy újrakészítsék a Valve méltán sikeres Half-Life nevű játékát (ami 1998-ban jelent meg) a Source motorban, ami jóval több lehetőséget ad, mint a Goldsrc. A 38 személyből álló fejlesztői csapat mondta, hogy remélik, egy jóval lekötőbb játékbeli világot tudnak készíteni, komplexebb környezettel, és jóval valósághűbb játékmenettel. Az eddigi 5 évi fejlesztés után, a Black Mesa (Source) a videójáték-magazinok cikkeinek a tárgyát képezi, és figyelmet kapott a Valve-től is.

## Előzmény
A Half-Life 2 2004-es megjelenése után a Valve újra megjelentette néhány játékát, hogy portolják őket az új Source motorra. Ebbe beletartozott az 1998-ban kiadott Half-Life is, amit Half-Life: Source címen adtak ki újra. A Source motor jóval szebb grafikát adott vissza, mint a Goldsrc, amit az eredeti játékok (Half-Life, Counter-Strike 1.6, Day of Defeat, Ricochet, Team Fortress Classic) is alkalmaztak. A Half-Life: Source a Source fizikai modulját, a Havokot használja, valamint megtalálhatók benne jobb víz és fény effektek. A pályák kinézete, a játék modelljei, textúrái azonban változatlanok maradtak.

## A Half-Life: Source
A Half-Life: Source különböző kritikákat kapott. Az IGN szerette az új UI-t, és a többi technikai újítás, de megjegyezte, hogy nem kapott annyi fejlesztést, mint a Valve többi portolt játéka. GameSpy azt mondta, hogy amíg ez "egy kis bónusz" volt, addig "nem hozott nagy grafikai frissítéseket, amiket az emberek gondoltak volna." Gabe Newell (a Valve vezérigazgatója) azt mondta, hogy a komplett újrakészítése a Half-Lifenak a rajongók által a Source motor használatával, hogy: "nem csak lehetséges... de szükségszerű is"

## A csapat
Black Mesa (Source) két projekt kombinációjából jött létre, mindkettő feladata az volt, hogy a Source segítségével újrakészítsék a Half-Life-ot. A Leakfree modifikációt 2004 szeptemberében jelentették be. A Half-Life Source Overhaul Project-et egy hónappal később. Miután rájöttek, hogy ugyanaz a céljuk, a csapatvezetők összefogtak, és egy új, 13 tagból álló csapatot hoztak létre, akik a Black Mesa: Source-t készítik. A "Source"-t a projekt nevében később elvetették, mert a Valve kérte, hogy távolítsák el.
A csapat most 38 tagot számlál, akik között van pálya designer, modeller, programozó, textúra készítő, animátor, hang szerkesztő, szinkronszínész és szupport. Azt szeretnék, hogy Black Mesa legyen ugyanolyan történetben és játékmenetben, mint a Half-Life, azonban lesznek változások, hogy jobban kihasználják a Source motort. A történetben nem fognak változást tenni, nehogy ütközzön a Half-Life sorozattal. Pálya dizájnerek lerövidítettek, vagy meghosszabbítottak néhány területet, amik a játék történetét nem viszik tovább, vagy unalmasak voltak az eredetiben. A pályákat felnagyítják, például a hydroelektromos gát "hússzor vagy harmincszor" nagyobb lesz.

## Fejlesztés
Eredetileg a mód ugyanazon a motoron készült volna, mint a Half-Life: Source (Source 2004), de a projekt most már egy újabb verziót alkalmaz, ez a Valve The Orange Box verziója 2007-ből (Source 2007). Az új verzió pontosabb részecske effekteket tartalmaz, hardveresen gyorsított arc mimika, több szupport több magos processzoros rendereléshez, és még több újítás. A csapat megállapodott, hogy a többi verziós Source-t nem fogják használni, mint például a Left 4 Dead (Source 2008) vagy a Portal 2 (2011). Az egyetlen rendszerigény az, hogy legyen legalább egy Source motoros játék. (Ennek listája itt van.)
Úgy tervezték, hogy ingyen fogják adni a Black Mesa-t, amikor elkészítik. 2005-ben kiadtak egy teaser trailert, és egy hosszú bemutató trailert 2008-ban. Képeket, videókat és koncept képeket is megjelentettek a fejlesztés során. A hivatalos megjelenés 2009 végén lett volna, de megváltoztatták akkora, "amikor elkészülnek". Végül 2012. szeptember 14-én jelent meg.

## Fordítás
- Ez a szócikk részben vagy egészben  a   Black Mesa (video game) című angol Wikipédia-szócikk fordításán alapul.  Az eredeti cikk szerkesztőit annak laptörténete sorolja fel. Ez a jelzés csupán a megfogalmazás eredetét és a szerzői jogokat jelzi, nem szolgál a cikkben szereplő információk forrásmegjelöléseként.